# Sociolingüística històrica
La sociolingüística històrica és l'estudi de la relació entre llengua i societat, afegint-hi la seva dimensió històrica. Una qüestió típica en aquest camp d'estudi podria ésser: "Com es distribuïen les desinències verbals del català a mesura que es conquerien nous territoris?" o "Com van variar els àmbits d'ús del català i del castellà després de la desfeta de 1714?". La sociolingüística històrica és un camp de recerca relativament nou que representa una fusió de dues disciplines distintes dins la lingüística; sociolingüística i lingüística històrica. Els investigadors d'aquest camp fan servir mètodes sociolingüístics per explicar el canvi històric d'una llengua. No obstant, no tothom dins el món de la lingüística creu que els mètodes sociolingüístics poden ser aplicats a situacions històriques. Argumenten que els principals mètodes de recerca sociolingüística que s'empren avui dia (p. ex. entrevistes, enregistrament de dades, mostratges diversos, etc.) no estan a l'abast dels sociolingüistes que treballen en desenvolupaments històrics. Per tant, argumenten que és extremadament difícil fer sociolingüística històrica, i que els resultats sempre seran sospitosos a causa de la manca de dades i accés a parlants nadius en situacions reals. Pels qui qüestionen la validesa de la sociolingüística històrica, és un camp de conjectura més que de conclusions sòlides. 

## Metodologia
A causa de la manca d'enregistraments de llengua parlada, la sociolingüística històrica depèn exclusivament del corpus escrit que ens arriba de l'època que es vol estudiar.